# 毛羽儀
毛羽儀（1601年8月29日—1643年10月16日），字子儀，號遠齋，湖廣黃州府麻城縣人，明朝政治人物。

## 生平
毛羽儀是崇禎九年（1636年）的第三十五名舉人，次年（1637年）聯捷三甲一百三十七名進士，在吏部觀政，尚未授官就因為找都門巡邏士兵傳遞家書被逮罪，後獲釋放回鄉，浪遊山水著詩，詩文中有「十年燈火成遊客，一紙家書作放臣」之句，在縣內傳誦，於明珠砦去世，葬在西畈土橋，解元曹胤昌為他寫下行狀。

## 家族
- 曾祖父：毛鳳韶，正德十六年進士，雲南按察使司僉事[1]
- 祖父：毛銘龍，庠生[1]
- 父親：毛德輶，拔貢生，海州同知、成都府知府[1]
- 母親：曾氏，舉人曾與鑨女[1]
- 弟弟：毛羽翔[1]
- 妻子：周氏，教諭周應時女[1]
- 兒子：毛弘任[1]

## 引用
1. 1 2 3 4 5 6 7 8 9  《五腦山毛氏重修宗譜·卷七》：十世 （驥）次子 鳳韶 字瑞成，號聚峯，以《春秋》經儒士中正德癸酉科舉人，庚辰【辛巳】進士……再妣馮氏玉音，生於嘉靖壬午年四月初三日辰時，卒於萬厯己卯年八月十二日戌時，戊午年七月一日酉時葬洪家河，與夫合塚。生子一銘龍……十一世 （鳳韶）四子 銘龍 字純之，號見恆，邑庠士。生於嘉靖四十年辛酉九月十五日子時，西畈生，卒於萬厯庚戌年三月十四日，始葬密邇山，遷葬白家山乾山向。妣邱氏，乃進士齊雲公之女，生於嘉靖己未年二月二十一日吉時，卒於萬厯丙辰年九月十二日，附葬與夫合塚。生子二德輶、德玄。 十二世 銘龍長子 德輶 字克舉，號天放，選拔貢生，任南京海州同知，陞四川成都府知府致仕。生於萬厯戊寅年七月二十日寅時，西畈生，卒於崇禎癸未年八月二十九日戌時，明珠砦卒，葬西畈向龜尾；妣曾氏，乃古城舉人與鑨公之女，生於萬厯庚辰年三月九日辰時，卒於崇禎戊辰年正月二十九日，於壬申年十一月葬懸鐘巖東長沖，生子二羽儀、羽翔…………十三世 德輶長子 羽儀 字子儀，號遠齋，以《春秋》經中崇禎丙子科舉人，丁丑進士，未授官以都門邏卒發家書逮罪，後釋放歸，放蕩山水著詩，有「十年燈火成遊客，一紙家書作放臣」之句，邑人傳誦，解元曹胤昌贈有行狀。生於萬厯辛丑年八月初三，西畈生，卒於崇禎癸未年九月初五，卒於明珠砦，葬西畈土橋；妣周氏，乃新店教諭周應時公之女，生於萬厯壬寅年二月二十七日，卒於康熙戊申年二月二十九日，葬官田畈，生子一弘任。
2. ↑  民國《麻城縣志·卷八上·選舉志一》：（崇禎）九年 丙子（舉人）……毛羽儀……十年 丁丑（進士）……毛羽儀
3. ↑  《崇禎十年丁丑科進士三代履歷》：毛羽儀，曾祖鳳韶，進士、巡按御史；祖銘龍〔庠生〕；父德輶，貢士、海州同知。遠斋，春秋房，辛亥八月初三日生，麻城縣人，丙子三十五名，會二百六十八名，三甲一百三十七名，吏部觀政。